# Сен-Крепен (Верхние Альпы)
Сен-Крепе́н (фр. Saint-Crépin, окс. Sant Crespin) — коммуна во Франции, находится в регионе Прованс — Альпы — Лазурный Берег. Департамент коммуны — Верхние Альпы. Входит в состав кантона Гийестр. Округ коммуны — Бриансон.
Код INSEE коммуны — 05136.

## Население
Население коммуны на 2008 год составляло 592 человека.
| 1962 | 1968 | 1975 | 1982 | 1990 | 1999 | 2008 |
| ---- | ---- | ---- | ---- | ---- | ---- | ---- |
| 391  | 400  | 402  | 507  | 533  | 541  | 592  |

## Экономика

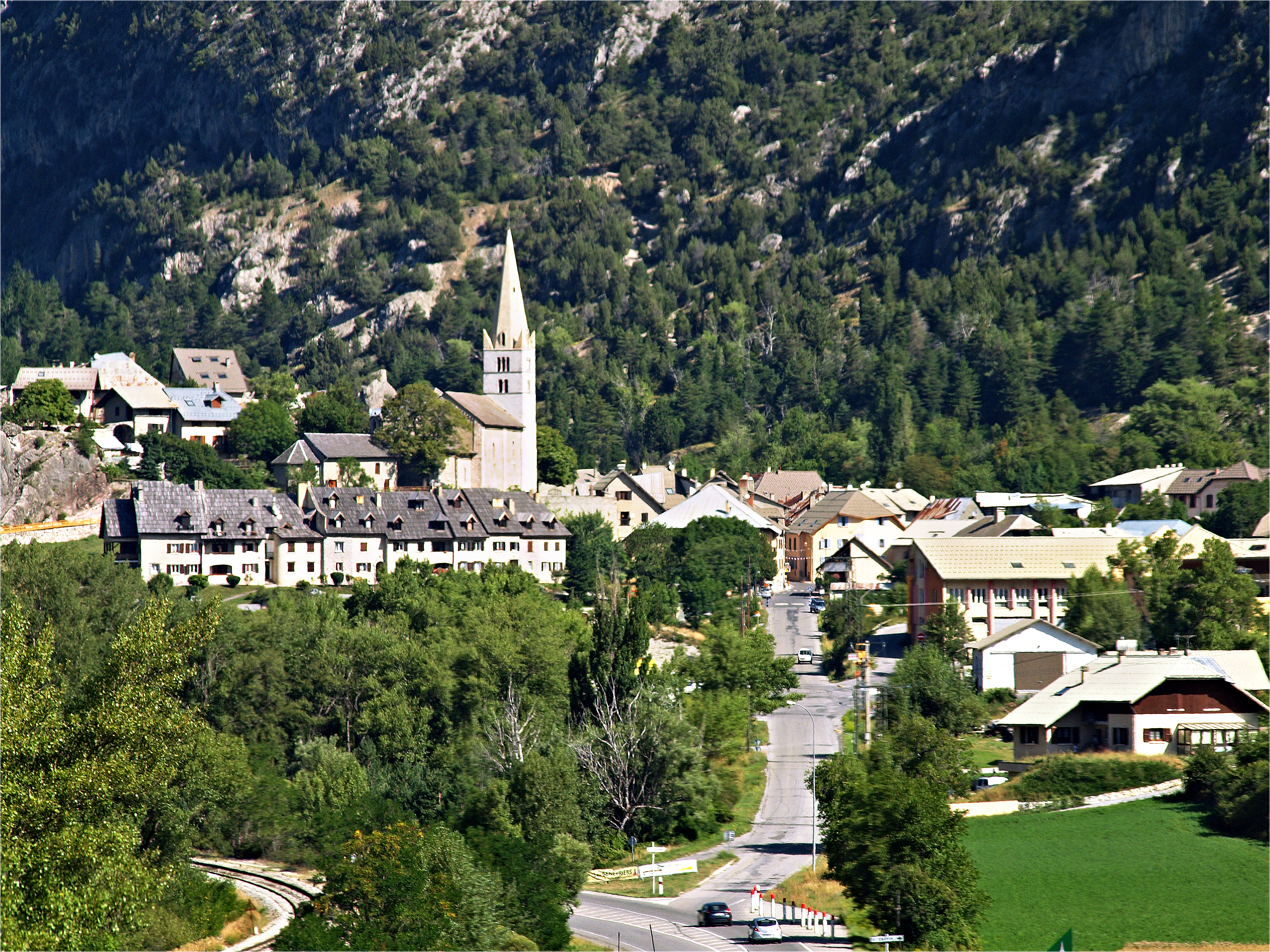
Сен-Крепен

Основу экономики составляют сельское хозяйство и туризм. Важную роль играют строительные компании, в том числе Société de Travaux Alpes Méditerranée (STAM) и Charles Queyras TP.
В 2007 году среди 395 человек в трудоспособном возрасте (15—64 лет) 301 были экономически активными, 94 — неактивными (показатель активности — 76,2 %, в 1999 году было 72,6 %). Из 301 активных работали 285 человек (159 мужчин и 126 женщин), безработных было 16 (9 мужчин и 7 женщин). Среди 94 неактивных 25 человек были учениками или студентами, 29 — пенсионерами, 40 были неактивными по другим причинам.

## Достопримечательности
- Руины замка XIII века, вероятно, был разрушен в XVI веке.
- Приходская церковь Сен-Крепен-э-Сен-Крепиньен, построена в 1452 году, восстановлена в 1552 и 1912 годах.
- Часовня Сен-Мишель (XVI век).
- Часовня Сен-Франсуа-Режи, построена в 1827 году на месте старой часовни, и перестроена в 1956 году.
- Часовня Сен-Симон-э-Сен-Жюд.